# Flexographie

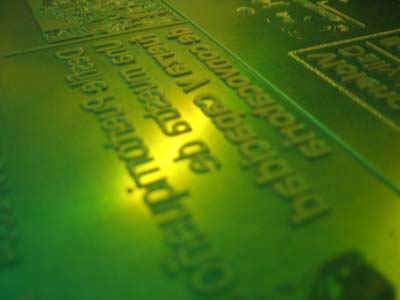
Une plaque d'impression flexographique.

La flexographie est un procédé d'impression en relief à l'opposé de la sérigraphie (à plat).
La forme imprimante (clichés ou manchons) est en photopolymère.
L'utilisation de ce procédé se retrouve dans l'impression de cartons ondulés, sacs plastique, étiquettes, etc., ainsi que pour certains journaux en Allemagne.
Ce procédé d’impression est en pleine croissance grâce à son faible coût, malgré son impact négatif lors du processus de recyclage. La partie la plus importante de l’impression est l’application des encres.

## Histoire
Flexographie vient du grec, flexos, « souple » et graphein, « écrire ».
Nom donné en 1952 par un groupe d'imprimeurs-transformateurs américains au procédé d'impression en relief dit procédé à l'aniline.[réf. nécessaire]
La flexographie existe bien avant les années 1970. À l’origine, on parlait d’impression d’encre à l'aniline, puisque dans les premiers stades de la flexographie, on utilisait le colorant d'encre aniline. En raison de sa toxicité, son utilisation dans les emballages alimentaires a été interdite. Il y avait également des problèmes de résistance au frottement et à la migration. Finalement, des améliorations et des changements ont été apportés : remplacement de l’aniline par des résines polyamides et autres (nitrocellulose, polyuréthane) qui accélèrent le processus de séchage et améliorent l’ensemble des impressions.
Les encres à solvants (base pigmentaire) ont commencé à être utilisées. Elles présentaient moins de risques pour l’emballage alimentaire mais elles étaient nuisibles à l'environnement. La loi américaine de protection de l’environnement de 1980 a amené les imprimeurs à tester les encres à l’eau. Aujourd'hui, grâce à la recherche et au développement, la plupart des imprimeurs ont pu adapter leurs besoins en utilisant des encres à l'eau, ce qui permet de recycler les encres pour une utilisation ultérieure.
Les premières presses à « tambour central de contrepression » sont apparues en France au milieu des années 1970. La quadrichromie a commencé dans les années 1980, avec l'arrivée du cliché photopolymère en remplacement du cliché caoutchouc. Ceci a bouleversé la photogravure, qui a eu pour ce faire recours à l'infographie, aux scanners et aux tables de montage électroniques. Les cylindres qui permettent de transférer le volume d'encre aux clichés s'appellent des « aniloxs ».
La précision des points de quadrichromie s'est améliorée au milieu des années 1980 grâce à un revêtement céramique gravé au laser.
Le remplacement des cylindres « barboteurs » par des chambres à racles a permis à la flexographie de concurrencer l'impression par héliogravure qualitativement, à un coût bien inférieur.

## Les différentes encres
En flexographie, on compte trois familles d’encres :
- les encres à l’eau ;
- les encres à solvants ;
- les encres UV.

Le type de matériel d’impression et les supports (le type de substrat) définissent le type d’encre à utiliser.
Chaque type d’encre a ses avantages et ses inconvénients ; par conséquent, le type d’encre utilisé pour l'impression est déterminé par des facteurs tels que le prix, la vitesse et l'utilisation de l'emballage (l’alimentaire, le nettoyage ou les sacs boutique).

## Données de références
George Sickinger, PDG du Color Resolutions International, dit : « Avec le temps, les encres à l’eau contiendront plus de résine d’herbe et seront le modèle pour les formulations des bases à l’eau. »
Il a déclaré aussi que les encres UV nécessitaient moins d'énergie et produisaient moins de déchets, tandis que la qualité était supérieure.
L’Agence de protection de l’environnement (Environmental Protection Agency) a travaillé avec l'industrie flexographique sur la conception d'un projet pour aider les entreprises de flexographie à promouvoir les encres à l’eau pour leur faible consommation d'énergie et les systèmes d’encres UV puisqu'ils utilisaient moins d’encres.
Actuellement en Europe, il y a deux organismes, AIB-Vinçotte et DIN CERTCO qui offrent les certifications « OK compost » et « compostable » pour les encres utilisées dans l'impression des bioplastiques qui répondent aux critères de biodégradation et de compostage.
Chimigraf était l’un des premiers fabricants d’encres à obtenir, au début de l’année 2000, la certification OK Compost EN 13432 pour ces encres flexographiques (encres à l’eau et à solvant).